# 村下孝蔵
村下 孝蔵（むらした こうぞう、1953年〈昭和28年〉2月28日 - 1999年〈平成11年〉6月24日）は、日本のフォークシンガー、シンガーソングライター。『初恋』『踊り子』『ゆうこ』『陽だまり』など、恋愛をテーマとした数々のヒット曲がある。熊本県水俣市出身。
水俣市立水俣第一小学校、水俣市立水俣第一中学校、鎮西高等学校、日本デザイナー学院広島校インテリアデザイン科卒業。

## 人物

### 生い立ち
1953年2月28日、熊本県水俣市浜町仲之町通りで、映画館（村下興業社）を営む夫婦の第3子として生まれる。家には幾つもの土蔵があり、親族7家族が住む大きな家だったという。代々、男子は独立して蔵を持てという理由で祖父の名は改蔵、父は昭蔵、兄は修蔵だった。最盛期の村下家は、水俣市に『東宝寿』『日活寿』2軒と九州各地に5軒と計7軒の映画館とレストランを経営した資産家だった。生まれて間もない頃の村下は泣くことが少なく、近隣の住人に「生まれたと聞いたけれど泣き声がしない」と不思議がられたという。村下はそのまま無口で大人しい少年に育った。幼少期の村下は実家の営む映画館で一番前の席に座って映画を観たり、姉（絹代）と一緒にラジオで歌謡曲を聴いたりして過ごすことが多かった。
1959年、父の昭蔵が鹿児島県出水市本町商店街に新たな映画館（泉映）を建てると一家は転居し、1年ほどで水俣市仲之町通りに戻った（1年間出水市立出水小学校に通う）。この頃、村下は姉の絹代とともにロカビリーに夢中になった。村下は日劇ウエスタンカーニバルの映像を映画館で観て、歌手への憧れを口にすることもあった。映画館の事務所には休憩時間にかけるレコードが置かれていて、村下は絹代とともに聴き漁った。村下はエレキギターの音に興味を抱くようになり、寺内タケシとブルージーンズを好んで聴いていたが、やがて「こっちのほうがすごい」とベンチャーズに夢中になった。1965年、映画『エレキの若大将』で加山雄三の「夜空の星」を聴いたことをきっかけに「僕も作曲する。歌う。エレキギターも持つ」と言うようになる。村下はかねてから両親にエレキギターをせがんでいたが、母親から「不良になるからダメ」、昭造から「弾けもしないうちから買ってどうする」といった理由で聞き入れられなかった。そこで村下は、加山のギターをモデルにラワン材を使って1ヵ月がかりでギターを自作した。ギターが完成すると三面鏡の前に立ち、加山の演奏スタイルを真似ていたという。中学2年生のとき、昭蔵から「ベンチャーズの曲をちゃんと弾けたらギターを買ってやる」と条件を出され、友だちのギターを借りて猛練習し、「ダイアモンド・ヘッド」を父親の前で演奏してちゃんとギターを弾くことが出来ると認められ、日本製のグヤトーンのエレキ・ギターを買い与えられた。しかし母親には秘密だった為、母親のいる時は押し入れに隠していた。だが、母親が布団を干した時に見つかってしまった。母親は受験が控えている為ギターに夢中になって勉強をしなくなる事を心配していた。高校進学後の1969年、村下は憧れだったモズライト・ギターを父親から買ってもらった。父親は1967年に収益の悪化していた映画館を廃業し、新たな事業として温泉の採掘を行ったが失敗、その後は阿蘇市のホテルに就職し、母親と共に転居。中学時代から競泳の平泳ぎの選手として活躍した村下は、オリンピックを目指し、水泳部の特待生として鎮西高等学校体育科に入学し、寮生活を送った後、北九州市の短期大学に入学した絹代と熊本市内で同居した。水泳をやっていたのは小学4年のとき『海の若大将』を観て感動したからである。なお、姉の絹代もスポーツが得意で学生時代は体操を嗜んでおり、国民体育大会に5度出場し、第25回岩手国体で優勝した実績を持つ。

### 高校を卒業後、広島へ
1971年、高校を卒業した村下は大学進学を諦め、得意の水泳でスカウトされ、実業団・新日本製鐵八幡製鐵所入り。朝7時半に出社し正午まで仕事。午後1時半から夜10時まで猛烈な練習。1日1万2,000メートルを泳がず、腹筋、背筋練習が苦手という事もあり、昭和30年代のオリンピック選手であった君原健二のマラソンが好きであった。当時のスポーツ選手の合言葉は「勝負に泣くな、練習で泣け（飛田穂州）」。当時の部員によると、高校で実績を残した（1969年、中部九州大会平泳ぎ100メートル優勝）とはいえ実業団の中では平凡な選手あった、水泳のタイムが悪く、会社を辞めようと心中にとめていた時、工場長からギターが弾けるんだからと会社のクラブを勧められ入部。宴会部長として活躍するが、ハワイアンが自身の音楽志向に合わず、同年9月に同社を退職。その時の無念さは言葉では言い表せないものだった。落合昇平は寮生活を送る中、ギターを弾く時間がほとんどないことに悩んだのだろうと推測している。当時父親は東洋工業（現マツダ）に転職して広島市に転居しており、音楽中心の生活を目指し村下も広島へ移った。当時の広島はフォークの聖地で、村下の頭には広島フォーク村の存在があった。村下は浜田省吾と同学にあたり、もう1、2年早く広島に転居して、吉田拓郎在籍時の広島フォーク村に参加していたら、違う音楽人生になっていたかもしれない。
1972年、日本デザイナー学院広島校インテリアデザイン科入学。広島に来て間が無い村下には友達がなく、平和公園で一人でギターを弾くことが多かった。間もなく平和公園近くの広島本通木定楽器を見つけ、よく通うようになった。初レコーディングは同店。『エレキの若大将』に憧れ、ベンチャーズに心酔していた筋金入りのポップス少年村下が、広島でエレキ・ギターをフォーク・ギターに持ち替え、曲作りを始めた理由は、当時の広島は吉田拓郎のコピーをやる人が多く、フォーク・ギターを持たなければ仲間が作れなかったためであった。学校の仲間と4人グループ「カラフル」を結成して多くのフォーク・コンテストに出場し入賞。同年夏、僅か300枚の自主制作シングル「ひとりぽっちの雨の中」を発表。同校卒業後ヤマハ広島店に就職。「ピアノ調律師になりたいです」と上司に願い出たら「養成費もかかるし、難しいね。君が1ヵ月でピアノ購入30件の契約を取れたら考えよう」と言われた。1ヵ月で43件の契約を取り、二年間でピアノ調律師の資格を取得した。1975年からはピアノ調律師として勤務する傍ら、ホテル法華クラブ広島のラウンジで弾き語りのアルバイト等で地道に音楽活動を継続した。時代的にフォークは徐々にバンドサウンド、エレキを含んだロック、ニューミュージック系に形を変えつつあったが、村下は「アコースティックの時代がまた必ず来るよ」と言っていたという。
中国放送ラジオ制作部の那須和男ディレクターは、偶然観た村下の演奏に惹かれ、『たむたむたいむ』のラジオパーソナリティに村下を推薦するなど村下をバックアップした。同番組で、村下は当時サラリーマンであり大学生だった西田篤史とコンビを組む。1978年に那須が担当していた全国ネット番組『青春音楽列島』で紹介され大きな反響を呼ぶ。1979年には大学を卒業した西田の初レギュラーである同局のラジオ番組『ひろしま青春大通り!ヤンヤン放送局』（1979年10月11日～終了日不明）の音楽コーナーを担当した。プロ歌手への誘いやレコード会社への斡旋話もあったが、いずれも実現せず、「こうなったら独力で何がなんでもカタチにしてみせる!」と資金稼ぎに奮闘しながら曲づくりに励む。東京の貸しスタジオは料金の安い夜間だけ借り、既にプロになっていた往年の仲間が駆けつけて伴奏や機器操作を担当して5日間で録音を終え、1979年ヤマハを退社し、同年7月25日、自費制作アルバム 『それぞれの風』を発表。全11曲は当時「思いを寄せていた女性をイメージして作ったものがほとんど」と話していたという。レコーディングの様子はテレビ番組（『青春音楽列島「それぞれの風」』）として放映された。この頃の村下は第2期の広島フォーク村に参加するなど広島の音楽好きには知られた存在となっていた。村下は『それぞれの風』でヤマハ主催のポピュラー音楽コンテストに応募し優勝した。それをきっかけに上京をした。

### プロとしてのデビュー
1979年、知人のライブハウス店主から勧められ、当時のCBS・ソニー（現在のソニー・ミュージック）の全国オーディション（第1回CBS・ソニーSDオーディション）に応募し、グランプリを獲得。しかしCBS・ソニーとしては、当時流行っていた山下達郎や南佳孝などのシティポップのアーティストを探しており、フォーク系でそれなりに年齢も重ねていた村下の将来性を巡ってはCBS・ソニー社内でも意見が分かれた。プロデューサーとして村下の全作品を手がけた当時の若手ディレクター・須藤晃によると「このオーディションで一番レコードが売れるのは村下孝蔵だ」と断言する者もいれば「フォークはもう終わりだぞ。ラジオスターの時代じゃなくルックスの時代なんだ」と村下のルックスや年齢に難色を示す者もいた。ただ楽曲や声の良さは誰もが認めるところで、須藤の押しや、中国放送がバックアップしていたこともあり何とかデビューが決定、1980年5月21日、27歳の時、シングル 「月あかり」でプロデビューした。27歳でのデビューはフォーク／ニューミュージック系シンガーとしても相当遅く、当時はロック／ポップステイストを打ち出すアーティストがウケていた時代でもあり、村下は少し遅れてきた"抒情フォークシンガー"といった印象を持たれた。「月あかり」は前年発表した自主制作アルバム『それぞれの風』からのリカットシングルで、湯来温泉での思い出からイメージをふくらませて書かれたもの。同期合格者にはHOUND DOG、堀江淳、五十嵐浩晃らがいた。プロになると決意した村下は、最高のギターを持っていたいという思いから馴染みの楽器店でマーティンD-45を購入している。プロとなった後も、テレビ出演はせず、広島を拠点に地道にライブ活動を続ける。このためプロの歌手になったからと言って、デビュー直後に劇的な変化はなかった。
1981年1月にリリースされた2枚目のシングル「春雨」は、地道なプロモーションを重ねて、チャート最高位58位を記録、およそ3ヵ月半に渡ってチャートにランクイン。1982年発売の「ゆうこ（原題：ピアノを弾く女）」は、北海道札幌の有線で火がつき、全国ヒットになり、チャート最高位23位を記録、約7か月半にわたってチャートインした。1979年に日本画家・船田玉樹の娘と結婚、後にシンガーソングライターとなる娘をもうけている（1985年離婚、村下はこの後再婚）。同年10月、『夜のヒットスタジオ』（フジテレビ）に初出演した。
1983年、30歳にして発表した5枚目のシングル「初恋」は、オリコンチャートで最高3位を記録する大ヒットとなる。「初恋」は村下がバラードとして作ったものを編曲家の水谷公生がテンポを上げてポップ系に編曲し、村下がそれを受け入れたことで完成をみた楽曲であった。水谷はかねてから須藤晃に「もうフォークにこだわらなくてもいいんじゃないか」と進言していた。水谷は村下を「でっかい人だった。人にゆだねる強さがあった」と評している。『ザ・ベストテン』から何度も出演要請があったが出演せず。体調がよくないこともあったが、「一曲で自分の評価を決められることは嫌なんだ」と言っていたという。
「初恋」発売の前後に全国キャンペーンなどのハードスケジュールが原因で肝炎を患い、多くのイベント、番組出演などをキャンセルし「初恋」がヒットしてもテレビ番組にはほとんど出演できなかった。それが原因で広島と東京の往復ができなくなり、1984年末に生活の拠点を東京に移した。同年秋から全国ツアーを開始したが翌1985年に再び体調が悪化し、入退院を繰り返した。この時期に、広島から定年退職したばかりの父親も東京で暮らし始めた。1987年に全国ツアーを再開。この年に催した七夕コンサートは毎年の恒例行事となった。同年9月にリリースしたシングル「陽だまり」が『めぞん一刻』の主題歌の一つとして起用された。1988年、神奈川県川崎市のCLUB CITTA'で行われたベンチャーズのライブにゲストとして出演。ベンチャーズと一緒に演奏するという夢を叶えた。
1989年、アルバム『野菊よ 僕は…』を発売。須藤晃によるとこの頃アルバムの売れ行きが大きく落ち込み、「初恋」の時期から指摘され続けてきたメロディラインの古さが飽きられてきたことが理由であったが、これといった手を打ってこなかった村下にも須藤自身にも焦りが生じたという。1992年発売のシングル「ロマンスカー」は「これが売れなきゃおかしい」という思いで制作し、完成時に村下が「やっと納得する作品が出来た!」と語った渾身の作品であったが売れず、須藤は「時代が違ってきたんだ」と感じたという。この時期の村下は試行錯誤の末、「自分には"初恋"を越える曲はできんかもしれん」「時代は追いかけるものではなく、巡りくるもの。向こうからやってくるのよ」という境地に至った。
1994年、広島で開催された第12回アジア競技大会（広島アジア大会）協賛として中国新聞社・中国放送の共同企画により制作された紀行ドキュメンタリー番組『アジア・ピースロード～出会いと友情のキャラバン』（1992年10月4日～）のテーマソング「一粒の砂」を製作。

### 死去
1999年6月20日、駒込のスタジオでコンサートのリハーサル中に、突然「気分が悪い」と体調不良を訴え当初は救急車も呼ばずスタッフ付添のもと自力で病院を訪れていたが、診察でCTの装置に入った時点で意識不明の昏睡状態に陥った。診察の結果「高血圧性脳内出血」と判明。医師の所見では当初、1週間ほどで回復し日常に戻れると言われていたが、脳内出血が再発し僅か4日後の6月24日に死去。46歳没。葬儀は6月26日に営まれた。妻の希望により、出棺の際には村下が生前最も気に入っていた楽曲「ロマンスカー」がかけられた。7月3日には東京の渋谷公会堂でお別れ会が、8月8日には西田篤史の呼びかけで、広島市内の寺院・とうかさん円隆寺で音楽葬が営まれた。戒名は「乾闥院法孝日藏清居士」、墓所は茨城県稲敷郡茎崎町（現在のつくば市）の筑波茎崎霊園にある。

## 音楽性
1974年のレコード大賞を獲得した『襟裳岬』は、吉田拓郎の作曲を森進一が歌ったという点で、シンボリックな出来事だった。大衆音楽の主流を自負し、日本的情緒を代表している筈の演歌・歌謡曲が、新しい世代の音楽に接点を求め、それが大衆に受け入れられたということは、既成の歌謡曲と、新しい音楽の流れが、時代の中で相対的な力関係を持ち始めたということでもあった。その頃から、それまでは歌謡曲のテリトリーだった日本的メンタリティーを主題として打ち出すシンガーソングライターが脚光を浴びていくが、旧態依然たるプロットの中にノスタルジーとしての叙情を求めていた演歌・歌謡曲に替わって時代感覚の中でその叙情を表現していく、村下はその流れを受け継ぐシンガーソングライターであった。
村下の元マネージャー嶋田富士彦によると、村下の楽曲は有線で強く支持され、地方では演歌に似たチャート変動を示し、フォークテイストでありながらもベンチャーズに由来する「切れ味の良いロック感覚」も持ち合わせていたが、音楽業界の中でもメロディラインの古さを指摘する者の方が多かったという。当時としても著しく古いメロディラインはその後の歌手生命をも左右することになる。
村下は「自分の経験を小さな核にして、世界を押し広げて昇華させる詩人。英単語を歌詞に使わず、『万葉集』や『古今和歌集』のような四季に彩られた美しい日本語を目指そうとした」、「叙情的で哀愁を帯びたメロディーと、素朴な歌声、英語を極力使わない丁寧な日本語の歌詞で根強い支持を集めた」等と評価される。さだまさしは「ラブソングが上手で、命を大切にするきれいなラブソングだった。ラブソングは永遠だからね。彼の声をきくと（今も）生きていますよね。全然、古びていない。いい声だった。サウンドも古びない」、須藤晃は同時期プロデュースした尾崎豊と「歌を歌う人はどこかきれいな真水の中にすむ動物。純粋なところが似ていた」と評し「日本人には一年一年、正月、ひな祭り、田植え、七夕、盆…といった日本的情緒を感じる行事が変わらず続く。そういうにおいがするものを二人でつくろうとやっていた」などと話している。ライブハウス・ロフトの創業者・平野悠は「歌謡曲、ロック全盛の時代にフォークのスピリッツを貫き通した」と評価している。富澤一誠は「村下孝蔵は井上陽水、さだまさしといった正統的な抒情派フォークの流れをくむシンガーソングライターだと思います。地味な存在ではあったが、和風テイストのフォークはギターの上手さを含めてもっと評価されていい存在です」と話している。
田中稲は「村下孝蔵さんの声は、純度100%といおうか、青年の声の理想形といおうか、"誠実"を音にしたような声。聴いているだけでこちらも素直になってしまう。その美声が運んでくるのは、四季の移り変わり、風のざわめきと愛しい日常の変化。そこに揺れる恋心が編み込まれ、それはそれは繊細な青春のシーンが紡ぎ出されるイメージだ。とにかく比喩が美しい。散りばめられた言葉を見れば、想いが見えてくる。心を映す愛しきもののチョイスが絶妙すぎる。そのせいか、彼の歌は『さあ聴くぞ！』と聴くのではなく、『ふっと思い出し、むしょうに聴きたくなる』ケースがほとんどである。この現象を私は勝手に『孝蔵メランコリック・シンドローム』と呼んでいる」などと論じている。
前田祥丈は「村下は元々、筋金入りのポップス少年だから、たっぷり叙情性であるにもかかわらず、どこか乾いたサラリとしたイメージがある。一度はサラリーマン生活に入っても音楽を諦めきれなかった彼が、プロとして自分の適性をどこかで冷静に判断して、そのスタイルを作り上げているような気がする。そのクールなニュアンスが彼の描く"情"の世界を中和してマイルドな品の良い情感を生み出している。その情感は、明らかに演歌的情感とは異質なもので、どこかにモダンさを漂わせた哀愁を伝えている」「ソングライターとしての村下は日本的な抒情を込めて曲をつくりあげたけれど、シンガーとしての彼は洋楽曲を歌うような感覚で曲に向かい合っていたのかもしれない。その曲との距離感が、今でも色褪せない村下孝蔵の魅力を生み出していたのかもしれないと思う」などと評している。
ギターの腕前は、音楽関係者の間でも評価が高かった。編曲家の水谷公生は「アマチュア的だが天才」と評している。レコーディングでギターを演奏することはほとんどなかったが、コンサートでは披露していた。特にザ・ベンチャーズから強い影響を受けており、ベンチャーズは子供の頃からの趣味。アマチュア時代からバンドをいくつか経験していて、その中で「一人でもベンチャーズを弾けないだろうか」との思いから練習を重ねたという、アコースティック・ギターのソロ演奏でベンチャーズの曲を卓越したテクニックで演奏する「ひとりベンチャーズ」はステージの見所の一つとなっていた。地方へコンサートへ行き、ベンチャーズファンが集まる店があると聞くと足を運んでいた。お店で飛び入りでギターを弾き、その上手さにお客さんが騒然となる、演奏が終わると「村下孝蔵」ですと名乗ると、驚き混じりの歓声が上がる、「それが快感なんだ」と言っていたという。さだまさしは「村下の弾く"ひとりベンチャーズ"は凄い。居ないはずのメル・テイラーのドラムが聞こえてくる」と語っている。

## エピソード
ザ・ベンチャーズのメンバーとの交友が深く、特にベーシストのボブ・ボーグルからは、自作のギターパーツ（ジャズマスター用のブリッジサドルで、ボブが真鍮を削りだして作った物）を贈られている。本人曰く「もったいなくて使えない」との事。後に村下の訃報を聞いたボブは、ツアー中でありながら通夜に参列した。
俳優のエド山口は、村下の通夜に出席した時、妻より「このギター（村下愛用のモズライトのサンバースト）をエドさん、（村下亡き後も）弾いてくれませんか?」と言われたが、ギターの裏をよく見ると、ベンチャーズのメンバー（ボブ・ボーグル、ノーキー・エドワーズ、メル・テイラー、ドン・ウィルソン）のサインが入っており、エドは「俺は弾けないな」と考え、「その件は辞退させていただきます」と断った。エドは理由として、「自分がステージで弾くと、村下くんがここ（ギターのこと）にいるような気がして責任が重い」と語っている。
仕事が殆んどなかった1981年、中森明菜のデビュー曲の制作依頼が来て楽曲提供したが採用されなかった。
「初恋」がヒットし、1984年7月14日、広島市の中心部・並木通り中程のビル3階に『小さな屋根の下』という15坪ほどの小さな喫茶店を開いた。店内にはカウンターとテーブルに30席ほどを配し、村下のキャラクター・イラストをプリントしたTシャツやトレーナー、ピックなどのオリジナル商品も並べていた。BGMはフォークやニューミュージックで、「いずれ自作曲を店用に録音し直したオリジナルBGMも流したい」と話していたという。この店は村下自身が1984年4月に、ファンたちが集まる店になれば、と夢見て作ったものだったが、その頃、村下は肝炎でもう広島と東京の往復ができなくなって東京に拠点を移したため、やむなくその年の末に閉店した。同年に出したアルバム『花ざかり』に収録されている「北斗七星」に歌われた『赤い屋根』は、この店とは別の、生前村下がよく通った喫茶店の名で現在も広島市北部の安佐南区毘沙門台にある。村下は1979年に結婚してこの店の近く、上安、続いて八木の梅林小学校そばのアパートに住んでいた。「初恋」の"校庭"という歌詞は、娘とよく遊んだ梅林小学校で思いついたといわれ、「初恋」を始め多くの楽曲がこの地で着想された。
事務所が同じだった渡辺真知子は、村下のラジオ番組の初ゲストに呼ばれ、収録後、村下とラーメンを食べに行ったら、その店にたまたま尾崎紀世彦が居て、店の二階で3人でセッションをしたが、村下はその4日後に急逝したという。
命日である6月24日は、「初恋」のワンフレーズと、梅雨の時期であることより、『五月雨忌』と呼ばれ、没後、2017年まで追悼イベント・ライブが行われた。
前述のように中国放送と縁があったため、6月の命日前後に村下孝蔵を偲ぶラジオの特別番組が毎年のように放送されている（2007年は6月23日、2008年は6月28日、2009年は彼の命日である6月24日、2010年は6月21日、2012年は6月23日に放送）。その際の司会は、生前仲の良かった西田篤史であった。13回忌以降は放送されなかったが、2019年の20回忌の6月22日、「歌人、村下孝蔵　20年目の同窓会」として放送された。それ以降は『歌人・村下孝蔵　色褪せぬ歌』シリーズとして『中四国ライブネット』枠で毎年5‐6月に特番が組まれており、2021年からはさだまさしがゲスト出演している。
村下の死去から14年を経た2013年、故郷水俣市の商店街『ふれあい一番街』に「初恋」の歌碑が建立され、商店街ストリートの名称もこれに因み『初恋通り』と改名された（2014年6月の商店街総会で正式に決定）。
漫画家の吉崎観音は従兄弟の息子である。

## ディスコグラフィ

### シングル
| #    | 発売日         | 規格  | 規格品番  | 面 | タイトル                    |
| ---- | -------------- | ----- | --------- | -- | --------------------------- |
| 1st  | 1980年5月21日  | EP    | 06SH-778  | A  | 月あかり                    |
| 1st  | 1980年5月21日  | EP    | 06SH-778  | B  | 松山行きフェリー            |
| 2nd  | 1981年1月21日  | EP    | 07SH-915  | A  | 春雨                        |
| 2nd  | 1981年1月21日  | EP    | 07SH-915  | B  | 歌人                        |
| 3rd  | 1981年6月21日  | EP    | 07SH-1020 | A  | 帰郷                        |
| 3rd  | 1981年6月21日  | EP    | 07SH-1020 | B  | 未成年                      |
| 4th  | 1982年4月21日  | EP    | 07SH-1147 | A  | ゆうこ                      |
| 4th  | 1982年4月21日  | EP    | 07SH-1147 | B  | 陽炎                        |
| 5th  | 1983年2月25日  | EP    | 07SH-1264 | A  | 初恋                        |
| 5th  | 1983年2月25日  | EP    | 07SH-1264 | B  | 丘の上から                  |
| 6th  | 1983年8月25日  | EP    | 07SH-1379 | A  | 踊り子                      |
| 6th  | 1983年8月25日  | EP    | 07SH-1379 | B  | 冬物語                      |
| 7th  | 1984年4月1日   | EP    | 07SH-1466 | A  | 少女                        |
| 7th  | 1984年4月1日   | EP    | 07SH-1466 | B  | 花れん                      |
| 8th  | 1984年9月21日  | EP    | 07SH-1515 | A  | 夢のつづき                  |
| 8th  | 1984年9月21日  | EP    | 07SH-1515 | B  | 似顔絵                      |
| 9th  | 1986年4月21日  | EP    | 07SH-1763 | A  | かざぐるま                  |
| 9th  | 1986年4月21日  | EP    | 07SH-1763 | B  | 幸せの時間                  |
| 10th | 1986年11月21日 | EP    | 07SH-1856 | A  | ねがい                      |
| 10th | 1986年11月21日 | EP    | 07SH-1856 | B  | とまりぎ                    |
| 11th | 1987年5月21日  | EP    | 07SH-1930 | A  | 哀愁物語 -哀愁にさようなら- |
| 11th | 1987年5月21日  | EP    | 07SH-1930 | B  | 美し過ぎるミステイク        |
| 12th | 1987年9月21日  | EP    | 07SH-1979 | A  | 陽だまり                    |
| 12th | 1987年9月21日  | EP    | 07SH-1979 | B  | 白い花の咲く頃              |
| -    | 1988年7月1日   | 8cmCD |           |    | ミニ・アルバム「初恋」      |
| 13th | 1988年11月21日 | 8cmCD | 10EH-3144 | 1  | 風のたより                  |
| 13th | 1988年11月21日 | 8cmCD | 10EH-3144 | 2  | ネコ                        |
| -    | 1989年3月21日  | 8cmCD | 10EH-3250 | 1  | 初恋                        |
| -    | 1989年3月21日  | 8cmCD | 10EH-3250 | 2  | 少女                        |
| -    | 1989年3月21日  | 8cmCD | 10EH-3251 | 1  | ゆうこ                      |
| -    | 1989年3月21日  | 8cmCD | 10EH-3251 | 2  | 踊り子                      |
| 14th | 1990年6月21日  | 8cmCD | CSDL-3115 | 1  | ソネット                    |
| 14th | 1990年6月21日  | 8cmCD | CSDL-3115 | 2  | 禁じられた遊び              |
| 15th | 1991年3月21日  | 8cmCD | CSDL-3239 | 1  | アキナ                      |
| 15th | 1991年3月21日  | 8cmCD | CSDL-3239 | 2  | タカハシ                    |
| 16th | 1991年11月21日 | 8cmCD | SRDL-3413 | 1  | この国に生まれてよかった    |
| 16th | 1991年11月21日 | 8cmCD | SRDL-3413 | 2  | 帰宅                        |
| 17th | 1992年9月21日  | 8cmCD | SRDL-3521 | 1  | 一粒の砂                    |
| 17th | 1992年9月21日  | 8cmCD | SRDL-3521 | 2  | ひとりごと                  |
| 18th | 1992年11月21日 | 8cmCD | SRDL-3576 | 1  | ロマンスカー                |
| 18th | 1992年11月21日 | 8cmCD | SRDL-3576 | 2  | ピンボール                  |
| -    | 1993年10月1日  | 8cmCD | SRDL-3727 | 1  | 初恋                        |
| -    | 1993年10月1日  | 8cmCD | SRDL-3727 | 2  | ゆうこ                      |
| -    | 1993年10月1日  | 8cmCD | SRDL-3727 | 3  | アキナ                      |
| 19th | 1994年7月1日   | 8cmCD | SRDL-3822 | 1  | つれてって                  |
| 19th | 1994年7月1日   | 8cmCD | SRDL-3822 | 2  | りんごでもいっしょに        |
| -    | 1995年11月22日 | 8cmCD | SRDL-4125 | 1  | 初恋                        |
| -    | 1995年11月22日 | 8cmCD | SRDL-4125 | 2  | 踊り子                      |
| 20th | 1996年6月21日  | 8cmCD | SRDL-4212 | 1  | 16才                        |
| 20th | 1996年6月21日  | 8cmCD | SRDL-4212 | 2  | あなた踊りませんか          |
| 21st | 1998年10月31日 | 8cmCD | SRDL-4574 | 1  | 同窓会                      |
| 21st | 1998年10月31日 | 8cmCD | SRDL-4574 | 2  | 素直                        |

### アルバム
| #    | 発売日         | レーベル     | 規格         | 規格品番   | タイトル           |                              |
| ---- | -------------- | ------------ | ------------ | ---------- | ------------------ | ---------------------------- |
| -    | 1979年         | ビクター     | LP           | PRC-30189  | それぞれの風       |                              |
| 1st  | 1980年7月1日   | CBS・ソニー  | LP           | 27AH-1016  | 汽笛がきこえる街   |                              |
| 1st  | 1991年5月15日  | Sony Records | CD           | SRCL-1841  | 汽笛がきこえる街   | CD選書                       |
| 2nd  | 1981年4月21日  | CBS・ソニー  | LP           | 27AH-1196  | 何処へ             |                              |
| 2nd  | 1991年5月15日  | Sony Records | CD           | SRCL-1842  | 何処へ             | CD選書                       |
| 3rd  | 1982年4月21日  | CBS・ソニー  | LP           | 28AH-1417  | 夢の跡             |                              |
| 3rd  | 1986年7月2日   | CBS・ソニー  | CD           | 32DH-466   | 夢の跡             |                              |
| 3rd  | 1990年10月15日 | CBS・ソニー  | CD           | CSCL-1276  | 夢の跡             | CD選書                       |
| 3rd  | 2013年4月10日  | GT Music     | Blu-spec CD2 | MHCL-30065 | 夢の跡             | 2008年デジタルリマスター音源 |
| 4th  | 1983年8月25日  | CBS・ソニー  | LP           | 28AH-1529  | 初恋〜浅き夢みし〜 |                              |
| 4th  | 1983年8月25日  | CBS・ソニー  | CD           | 35DH-44    | 初恋〜浅き夢みし〜 |                              |
| 4th  | 1990年10月15日 | CBS・ソニー  | CD           | CSCL-1277  | 初恋〜浅き夢みし〜 | CD選書                       |
| 4th  | 2013年4月10日  | GT Music     | Blu-spec CD2 | MHCL-30066 | 初恋〜浅き夢みし〜 | 2008年デジタルリマスター音源 |
| 5th  | 1984年12月8日  | CBS・ソニー  | LP           | 28AH-1811  | 花ざかり           |                              |
| 5th  | 1990年10月15日 | CBS・ソニー  | CD           | CSCL-1278  | 花ざかり           | CD選書                       |
| 5th  | 2013年4月10日  | GT Music     | Blu-spec CD2 | MHCL-30067 | 花ざかり           | 2008年デジタルリマスター音源 |
| 6th  | 1986年7月2日   | CBS・ソニー  | LP           | 28AH-2066  | かざぐるま         |                              |
| 6th  | 1994年11月2日  | Sony Records | CD           | SRCL-3065  | かざぐるま         |                              |
| 7th  | 1987年10月21日 | CBS・ソニー  | LP           | 28AH-2246  | 陽だまり           |                              |
| 7th  | 1987年10月21日 | CBS・ソニー  | CD           | 32DH-808   | 陽だまり           |                              |
| 7th  | 1994年11月2日  | Sony Records | CD           | SRCL-3066  | 陽だまり           |                              |
| 8th  | 1988年10月21日 | CBS・ソニー  | LP           | 28AH-5134  | 恋文               |                              |
| 8th  | 1988年10月21日 | CBS・ソニー  | CD           | 32DH-5134  | 恋文               |                              |
| 8th  | 1996年4月1日   | Sony Records | CD           | SRCL-3542  | 恋文               |                              |
| 9th  | 1989年11月1日  | CBS・ソニー  | CD           | CSCL-1042  | 野菊よ 僕は…       |                              |
| 9th  | 1996年4月1日   | Sony Records | CD           | SRCL-3543  | 野菊よ 僕は…       |                              |
| 10th | 1990年7月21日  | CBS・ソニー  | CD           | CSCL-1471  | 清涼愛聴盤         |                              |
| 10th | 1996年4月1日   | Sony Records | CD           | SRCL-3544  | 清涼愛聴盤         |                              |
| 11th | 1991年4月25日  | Sony Records | CD           | SRCL-1798  | 新日本紀行         |                              |
| 11th | 2002年1月23日  | GT Music     | CD           | MHCL-62    | 新日本紀行         |                              |
| 12th | 1992年11月21日 | Sony Records | CD           | SRCL-2536  | 名もない星         |                              |
| 12th | 2010年7月21日  | GT Music     | CD           | MHCL-1784  | 名もない星         | 2010年デジタルリマスター盤   |
| 13th | 1994年7月1日   | Sony Records | CD           | SRCL-2866  | 愛されるために     |                              |
| 14th | 1999年9月8日   | Sony Records | CD           | SRCL-4589  | 同窓會             |                              |

### ベスト・アルバム
| #    | 発売日         | タイトル                                               |
| ---- | -------------- | ------------------------------------------------------ |
| 1st  | 1984年11月21日 | 歌人〜ソングコレクション〜                             |
| 2nd  | 1987年12月2日  | 歌人II                                                 |
| 3rd  | 1995年6月21日  | 林檎と檸檬〜村下孝蔵ベストセレクション                 |
| 4th  | 1999年12月18日 | しのびあるきのたそがれに                               |
| 5th  | 2000年11月1日  | 夢の記録                                               |
| 6th  | 2001年6月24日  | 純情可憐                                               |
| 7th  | 2005年6月22日  | 七夕夜想曲〜村下孝蔵最高選曲集 其の壱                  |
| 8th  | 2011年6月22日  | この国に生まれてよかった 村下孝蔵 セレクションアルバム |
| 9th  | 2012年7月25日  | 哀しい恋の歌 村下孝蔵セレクションアルバム              |
| 10th | 2013年7月3日   | GOLDEN☆BEST 村下孝蔵 ベスト・セレクト・ソングズ        |
| 11th | 2013年7月3日   | GOLDEN☆BEST 村下孝蔵オリジナル・カラオケ集             |
| 12th | 2014年6月25日  | 歌人撰集                                               |
| 13th | 2017年6月21日  | ひとりぼっちのあなたに 〜村下孝蔵選曲集〜              |
| 14th | 2019年7月24日  | 初恋物語 〜20年の歩み                                  |

### リミックス・アルバム
| #   | 発売日        | タイトル               |
| --- | ------------- | ---------------------- |
| 1st | 2000年6月21日 | ラムネとビーチサンダル |

### ライブ・アルバム
| #   | 発売日        | タイトル                              |
| --- | ------------- | ------------------------------------- |
| 1st | 2005年9月21日 | 月待哀愁歌〜村下孝蔵最高選曲集 其の弐 |
| 2nd | 2006年5月24日 | 清聴感謝祭〜村下孝蔵最高選曲集 其の参 |
| 3rd | 2007年7月7日  | 村下孝蔵メモリアルコレクション        |
| 4th | 2009年7月1日  | GUITAR KOZO                           |
| 5th | 2015年7月1日  | きっといつかは                        |

### コンピレーション／トリビュート
| #   | 発売日        | タイトル                                       |
| --- | ------------- | ---------------------------------------------- |
| 1st | 2006年5月24日 | 昭和春夏秋冬〜村下孝蔵作品集〜                 |
| 2nd | 2006年7月21日 | 絵日記と紙芝居〜村下孝蔵トリビュートアルバム〜 |

### CD BOX
| #   | 発売日         | タイトル                                     |
| --- | -------------- | -------------------------------------------- |
| 1st | 2008年7月2日   | 哀愁浪漫                                     |
| 2nd | 2012年10月31日 | 銀河天空〜村下孝蔵ベスト・セレクト・ボックス |

### VHS/DVD
| #   | 発売日        | タイトル |
| --- | ------------- | -------- |
| 1st | 2001年6月24日 | 純情     |
| 2nd | 2011年6月22日 | 歌人'95  |
| 3rd | 2016年7月13日 | 花恋     |

### 詩集
| 発売日       | タイトル                        | 出版社    |
| ------------ | ------------------------------- | --------- |
| 1991年5月1日 | 村下孝蔵詩集 初恋〜浅き夢みし〜 | PHP研究所 |

## タイアップ一覧
| 楽曲                     | タイアップ                                                                           | 時期   |
| ------------------------ | ------------------------------------------------------------------------------------ | ------ |
| ねがい                   | 明星食品「チャルメラ」CMソング                                                       | 1986年 |
| 陽だまり                 | フジテレビ系アニメ『めぞん一刻』オープニングテーマ                                   | 1987年 |
| 風のたより               | 「'88赤い羽根共同募金」イメージソング                                                | 1988年 |
| この国に生まれてよかった | ハウス食品「特選生わさび」CMソング                                                   | 1991年 |
| 一粒の砂                 | 広島アジア競技大会協賛・中国新聞社・中国放送共同企画「アジア・ピースロード」テーマ曲 | 1992年 |
| 同窓会                   | TBS系ドラマ30「命賭けて〜あなたは我が子を守れるか!?〜」主題歌                        | 1998年 |

## 主な提供曲、被カバー曲
- 三田寛子「初恋」「野菊いちりん」「夢路」「恋ごころ」
- 高田みづえ「かげふみ」「似顔絵」
- 香西かおり「あなたへ」※遺作「恋心」
- 香田晋「ゆうやけ」
- 伍代夏子「旅一夜」
- 裕木奈江「りんごでもいっしょに」「たなばた」「この空が味方なら」「優しい嘘」「星からの手紙」
- 柳葉敏郎「あなた踊りませんか」
- 寺内タケシ「雷雲 (RAIUN)」
- 梅沢富美男「落情」
- 藤崎詩織（ゲーム『ときめきメモリアル』のキャラクター、声は金月真美）「リンゴの樹の下で」
- NHK『おかあさんといっしょ』「こどもがいっぱいわらってる」「パパはいつもおきている」
- 中原理恵「さみしさ裏返し」
- 叶和貴子「今夜がよければ」
- 大石真理恵「すみれ白書」「秋海棠」
- 島田奈美「ハッピーエンドの後で」
- 中山忍「花は何処にあるの?」
- 村越裕子「春雨」
- 島谷ひとみ「初恋」（カバーアルバム「男歌」）
- GOING UNDER GROUND「初恋」（サントリー「白いなっちゃん」CMソング）
- Acid Black Cherry「初恋」（2nd single「Black Cherry」c/w曲、カバーアルバム「Recreation」）
- 中森明菜「踊り子」
- 平川地一丁目「松山行きフェリー」「初恋」
- 柏原芳恵「ソネット」
- 前川清「酔いしれて」「最後の手紙」
- 水森かおり「恋路海岸」
- 早見沙織&高垣彩陽
  - テレビアニメ『そらのおとしもの』第9話EDテーマ「初恋」
  - テレビアニメ『そらのおとしものf（フォルテ）』第8話EDテーマ）「踊り子」
- 蔡楓華（香港）「讓你自由」（85年に提供された後、87年に「白い花の咲く頃」として村下がセルフカバー）
- ジュディ・オング「花たちの扉」（ひろしまフラワーフェスティバル公式テーマ曲。作詞：来生えつこ。その後「かすみ草」として村下の作詞でセルフカバー）
- 東山奈央（テレビアニメ『月がきれい』第3話挿入歌「初恋」
- 玉置浩二「初恋」（カバーアルバム「群像の星」）
- 実方寛「春雨」
- 辰巳ゆうと「初恋」（辰巳ゆうとファーストアルバム -力いっぱい、歌いました！-DISC2【ポップス＆ニューミュージック盤】）
- 美川憲一「春雨」（アルバム『天衣無縫』）

## ギター
- アコースティック・ギター
  - ヤマハ　CWEカスタム
  - ヤマハ LL55カスタム （いずれもテリー中本作）
  - ヤマハ LA
  - オベーション スーパーアダマス
  - タカミネ PT-010N

- エレキギター
  - フェンダー ストラトキャスター
  - フェンダー・ジャズマスター
  - モズライト
  - ギブソン・レスポール

## メモリアル・コンサートの演目
- 2004年9月18日/19日（ソミドホール）

1. ロマンスカー
2. 北斗七星
3. 教訓
4. ひとり暮らし
5. とまりぎ
6. 夢の跡
7. 月あかり
8. 春雨
9. 踊り子
10. 松山行きフェリー
11. 同窓会
12. この国に生まれてよかった
13. EN1 初恋
14. EN2 青春の日々に

- 2007年8月5日（札幌市教育文化会館）- ゲスト/天満敦子、みのや雅彦

1. 北斗七星
2. つれてって
3. ロマンスカー
4. 踊り子
5. かざぐるま
6. ネコ
7. 午前零時
8. タイスの瞑想曲
9. 愛のあいさつ
10. 純情可憐
11. ブラック・サンド・ビーチ
12. RAIUN（雷雲）
13. 陽だまり
14. 挽歌
15. 空（作詞・作曲：みのや雅彦）
16. 松山行きフェリー
17. 同窓会
18. この国に生まれてよかった
19. 帰宅
20. EN1 教訓
21. EN2 初恋
22. EN3 青春の日々に

## 出演

### テレビ番組
- 関口宏のびっくりトーク ハトがでますよ!（よみうりテレビ制作・日本テレビ系）
- すてきな出逢い いい朝8時（1996年頃、毎日放送制作・TBS系）
- THE夜もヒッパレ（日本テレビ）不定期出演